# Astano
Astano é uma comuna da Suíça, no Cantão Tessino, com cerca de 293 habitantes. Estende-se por uma área de 3,8 km², de densidade populacional de 77 hab/km². Confina com as seguintes comunas: Curio, Dumenza (IT-VA), Novaggio, Sessa.
A língua oficial nesta comuna é o Italiano.